# Los Guayos (Venezuela)
Los Guayos é uma cidade venezuelana, capital do município de Los Guayos.